# Corynoptera baradlana
Corynoptera baradlana är en tvåvingeart som först beskrevs av Knezy 1932.  Corynoptera baradlana ingår i släktet Corynoptera och familjen sorgmyggor.
Artens utbredningsområde är Ungern. Inga underarter finns listade i Catalogue of Life.